# William Sandys (MP por Winchester)
Sir William Sandys (c. 1575 - 28 de outubro de 1628) foi um político inglês, membro do parlamento (MP) por Winchester.
Sandys era o único filho de Sir Walter Sandys (também um MP) e de sua esposa Mabel, filha de Thomas Wriothesley, 1º Conde de Southampton.
Em 22 de novembro de 1596 ele casou-se com Elizabeth, filha de Sir William Cornwallis (também um MP). Eles não tiveram descendência.
Sandys foi nomeado cavaleiro em 22 de julho de 1601. Ele serviu em várias posições, como Juiz de Paz em Hampshire de 1604, um homem livre e vereador de Winchester de 1607 e Alto Xerife de Hampshire de 1611–12.
Ele foi eleito MP por Winchester no Parlamento Addled de 1614.
Sandys morreu em 28 de outubro de 1628 e foi enterrado em Mottisfont.